# Eugenio Gestri
Eugenio Gestri (Prato, 27 ottobre 1905 – Prato, 2 settembre 1944) è stato un ciclista su strada italiano, professionista e indipendente dal 1930 al 1936.

## Carriera
Da dilettante partecipò ai mondiali del 1929 a Zurigo e del 1930 a Liegi, classificandosi rispettivamente all'undicesimo e al secondo posto.
Passato tra gli indipendenti nel settembre 1930, già nei primi mesi vinse la Coppa Bernocchi e la Roma-Tagliacozzo-Roma a tappe. Nel 1931 passò a vestire la maglia della Legnano, vincendo la tappa di Nizza al Tour de France (con la Nazionale italiana) e la Predappio-Roma di "gran fondo", oltre a concludere il Giro d'Italia al decimo posto. Nel 1932 si trasferì alla Bianchi; nel 1934 vinse il Giro delle Due Province a Messina.
Partecipò complessivamente a sette edizioni del Giro d'Italia, dal 1930 al 1936, e a cinque edizioni del Tour de France, dal 1931 al 1935.

## Palmarès
- 1930 (individuale)

Coppa Bernocchi
tappa Roma-Tagliacozzo-Roma
Classifica generale Roma-Tagliacozzo-Roma
- 1931 (Legnano, due vittorie)

14ª tappa Tour de France (Cannes > Nizza, con la Nazionale italiana)
Predappio-Roma
- 1934 (Bianchi, una vittoria)

Giro delle Due Province di Messina

## Piazzamenti

### Grandi giri
- Giro d'Italia

1930: ritirato
1931: 10º
1932: ritirato
1933: ritirato
1934: ritirato
1935: 11º
- Tour de France

1931: ritirato (20ª tappa)
1932: ritirato (11ª tappa)
1933: ritirato (1ª tappa)
1934: 14º
1935: ritirato (6ª tappa)

### Classiche monumento
- Milano-Sanremo

1931: 19º
1932: 14º
- Giro di Lombardia

1930: 20º

### Competizioni mondiali
- Campionati del mondo

Zurigo 1929 - In linea Dilettanti: 11º
Liegi 1930 - In linea Dilettanti: 2º